# Зади
Зади́ —  село в Україні, у Меденицькій селищній громаді, Дрогобицькому районі Львівської області.

## Географія
Село знаходиться у Грушівському старостинському окрузі Меденицької громади на північному сході Дрогобицького району, за 23 кілометри від районного центру.
Поселення розташоване на рівнинній зволоженій місцевості на висоті 260 м над рівнем моря.
У селі є один урбанонім — вулиця Йосифа Сліпого.
Кількість жителів становить 50 осіб (2001 рік). Станом на 2025 р., у селі де-факто проживає зо 30 людей.
Сусідні населені пункти:

## Історія
Перша згадка про поселення припадає на 1855 рік - Zady, на австрійській карті королівства Галичини та Лодомерії.
У 1773 р. в Галичині, після її приєднання до імперії Габсбургів, здійснили адміністративну реорганізацію краю. Поселення до 1918 р. знаходилось у тодішньому Дрогобицькому дистрикті Самбірського крайсу (округу) Королівства Галичини та Володимирії Австрійської монархії, а з 1805 р. - Австро-Угорщини.
У XIV томі "Географічного словника королівства Польського та інших країв слов'янських" 1895 року зустрічається назва Zady, як частина села Волоща. Не як фільварок, осада чи колонія, а саме як частина села. пол. {{{3}}}
У період ЗУНР поселення входило у склад Дрогобицького повіту Самбірської військової округи Львівської військової області.
У 1920 р, з приходом Польщі, хутір волості Тинів увійшов до Дрогобицького повіту Львівського воєводства.
1 серпня 1934 р. у Дрогобицькому повіті було створено ґміну Добрівляни з центром в с. Добрівляни. До неї увійшли сільські громади: Грушів, Добрівляни, Літиня, Ролів, Тинів, Воля Якубова, Вороблевичі, Волоща.
За часів УРСР, станом на 01 вересня 1940 р., хутір Зади належав до Тинівської сільської ради Меденицького району Дрогобицької області. На карті Дрогобицької області УРСР за станом на 1940 р., назва поселення не позначена.
Німецькою окупаційною владою 1.08.1941 р. відновлений Самбірський повіт, для управління яким 11.08.1941 р. утворено Самбірське окружне староство (нім. Kreishauptmannschaft und Gemeindeverband Sambor). Відновлений був також і поділ на ґміни. 1 серпня 1943 Самбірський повіт був підпорядкований Дрогобицькому окружному староству. Тоді село перейшло  до Дрогобицького повітового комісаріату (нім. Landkommissariat Drohobycz).
Дистрикт Галичина припинив своє існування наприкінці липня 1944 року, коли внаслідок Львівсько-Сандомирської операції, був ліквідований, а німецька окупація змінилася на радянську. 6 серпня 1944 року до адміністративного центру округи вступили радянські війська.
Тобто, поселення із серпня 1941 р. по серпень 1943 р. був у складі волості (нім. Landgemeinde) Добрівляни окружного староства Самбір дистрикту Галичина Генерал-губернаторства для окупованих польських земель. А зі серпня 1943 р. по серпень 1944 р. - у складі волості Добрівляни окружного староства Дрогобич (нім. Kreishauptmannschaft Drohobycz).
07.05.1946 р. Указом Президії Верховної Ради УРСР «Про збереження історичних найменувань та уточнення і впорядкування існуючих назв сільських Рад і населених пунктів Дрогобицької області» назву населеного пункту було змінено на Малий Тинів.
Відомо, що у 1946 р. населений пункт Зади (під зміненою назвою Малий Тинів) входив до Тинівської сільської ради Меденицького району Дрогобицької області.

Примітка: не плутати із теперішнім присілком Малий Тинів, що знаходиться за 1 км на південь від села Тинів.
В адміністративно-територіальному довіднику УРСР за 1967 р. поселення, уже із назвою Зади, згадано у складі Грушівської сільської ради Дрогобицького району.
З липня 2020 р., після чергової адміністративно-територіальної реформи, село увійшло до Грушівського старостинського округу Меденицької громади оновленого Дрогобицького району Львівщини.

## Назва
У назві наголошують літеру «и».
За версією ономаста Віри Котович, у назві поселення відображено місце його розташування. Ойконім утворено від апелятива зади < зад — «місце за дворами, позаду будинків, хат».

## Церква
У центрі села є дерев'яна церква-каплиця Св. пророка Іллі.
Дата побудови церкви невідома. Ймовірно, була зведена як римо-католицька каплиця у часи польської окупації регіону на поч. XIX ст.
Радянська влада хотіла зруйнувати її у 1960 році, але мешканці не дали цього зробити.
Богослужіння відновлені з 1990 року. Церква зовні ремонтована у 2000-х роках (замінили покриття дахів, вікна тепер пластикові).
На південь від церкви знаходиться сучасна дзвіниця – металевий каркас, на якому висить дзвін з написом «Р. Б. 2008».